# Embuscade de Teniet El-Abed
L'embuscade de Teniet El-Abed est une attaque menée par le Groupe salafiste pour la prédication et le combat, contre l'armée algérienne en 2003

## Déroulement
Le 4 janvier 2003, un convoi militaire algérien tombe dans une embuscade à Teniet El-Abed, au sud de Batna. L'attaque commence lorsque des bombes fabriquées à l'aide de bonbonnes d'acétylène explosent sur le passage du convoi. Les jihadistes récupèrent comme butin 42 armes automatiques, dont des AK-47 et des fusils-mitrailleurs PK, ainsi que des uniformes militaires, pris sur les morts. Le premier bilan est de 40 militaires morts, dont deux officiers, trois gardes communaux tués et 19 hommes blessés. Cependant, selon des sources hospitalières, six soldats meurent de leurs blessures à l'hôpital de Constantine dans les quatre jours qui suivent l'attaque,,,,.